# Siedzieniewicze
Siedzieniewicze (biał. Сядзеневічы; ros. Седеневичи) – wieś na Białorusi, w obwodzie grodzieńskim, w rejonie mostowskim, w sielsowiecie Gudziewicze.
W dwudziestoleciu międzywojennym leżała w Polsce, w województwie białostockim, w powiecie grodzieńskim, w gminie Gudziewicze.
Według Powszechnego Spisu Ludności z 1921 roku ówczesną okolicę szlachecką zamieszkiwało 105 osób, 93 było wyznania rzymskokatolickiego, 5 prawosławnego a 7 mojżeszowego. Wszyscy mieszkańcy zadeklarowali polską przynależność narodową. Było tu 22 budynki mieszkalne.
Miejscowość należała do parafii rzymskokatolickiej w Ejsymontach Wielkich i parafii prawosławnej w Gudziewiczach.
Podlegała pod Sąd Grodzki w Indurze i Okręgowy w Grodnie; właściwy urząd pocztowy mieścił się w Gudziewiczach.
Siedzieniewicze są jednym z kilkudziesięciu skupisk drobnej szlachty polskiej (okolic szlacheckich) położonych na Grodzieńszczyznie, których mieszkańcy mimo sowietyzacji i zakazu posługiwania się językiem polskim, zachowali polszczyznę, używaną również w kontaktach codziennych oraz świadomość swej przynależności stanowej.